# Quentin (Name)
Quentin ist ein männlicher, selten auch weiblicher, Vorname, der auch als Familienname vorkommt. Er ist die französische und englische Form des lateinischen Quintus oder Quintinus, das von quintus, „der Fünfte“, abgeleitet ist.

## Varianten
Kwint, Kwinten, Kwintyn, Quenten, Quentijn, Quentin, Quenton, Quinn, Quint, Quinta, Quinte, Quinten, Quintie, Quintijn, Quintilianus, Quintin, Quintine, Quintinus, Quinto, Quinton, Quintus, Quinty, Quintas, Quincy

## Bekannte Namensträger

### Name Quintinus
- Quintinus (Heiliger), Märtyrer des 3. Jahrhunderts

### Quentin

#### Vorname (männlich)
- Quentin Bell (1910–1996), britischer Kunsthistoriker, Kunstkritiker, Maler, Keramiker und Schriftsteller
- Quentin Blake (* 1932), britischer Cartoonist, Illustrator und Kinderbuchautor
- Quentin N. Burdick (1908–1992), US-amerikanischer Politiker
- Quentin L. Cook (* 1940), Apostel der Kirche Jesu Christi der Heiligen der Letzten Tage
- Quentin Crisp (1908–1999), britischer Schriftsteller und Entertainer
- Quentin Davies (1944–2025), britischer Politiker (Labour Party)
- Quentin Dupieux (* 1974), französischer Musiker und Regisseur
- Quentin Fiore (1920–2019), US-amerikanischer Grafikdesigner
- Quentin Hall (* 1977), Basketballspieler von den Bahamas
- Quentin Halys (* 1996), französischer Tennisspieler
- Quentin Jackson (1909–1976), US-amerikanischer Jazz-Posaunist
- Quentin Lafargue (* 1990), französischer Bahnradsportler
- Quentin Fillon Maillet (* 1992), französischer Biathlet
- Quentin Massys (ca. 1466–1530), niederländischer Maler
- Quentin Meillassoux (* 1967), französischer Philosoph
- Nathaniel Quentin Moran, siehe Nathaniel Moran (* 1974), US-amerikanischer Politiker
- Quentin Pryor (* 1983), US-amerikanischer Basketballspieler
- Quentin Richardson (* 1980), US-amerikanischer Basketballspieler
- Quentin Skinner (* 1940), britischer Politologe
- Quentin Smith (1952–2020), US-amerikanischer Philosoph
- Quentin Tarantino (* 1963), US-amerikanischer Regisseur, Schauspieler, Produzent und Drehbuchautor
- Maurice Quentin de La Tour (1704–1788), französischer Aquarellmaler

#### Vorname (weiblich)
- Quentin Bryce (* 1942), australische Juristin

#### Familienname
- Andreas Quentin (* 1961), deutscher Jurist und Richter am Bundesgerichtshof
- Bertin Quentin (vor 1690–1767), französischer Violinist und Komponist
- Carl Quentin (1810–1862), preußischer Beamter, Revolutionär, Reiseschriftsteller und US-amerikanischer Parlamentarier
- Cecil Quentin (1852–1926), britischer Segler
- Didier Quentin (* 1946), französischer Politiker
- Jean-Baptiste Quentin (vor 1690-um 1742), französischer Komponist des Barock
- Karl-Ernst Quentin (1918–1997), deutscher Chemiker und Balneologe
- Léonce Quentin (1880–1957), französischer Bogenschütze
- Louis Quentin (1847–1929), Oberbürgermeister von Herford
- Markus Quentin (* 1997), deutscher Nachwuchsschauspieler
- Marleen Quentin (* 2005), deutsche Filmschauspielerin und Kinderdarstellerin
- Maurice Quentin (1920–2013), französischer Radrennfahrer
- Otto Quentin (1920–2007), Unternehmer, Erfinder
- René-Pierre Quentin (* 1943), Schweizer Fußballspieler
- Theodor Quentin (1851–1905), deutscher Kirchenbaumeister
- Yvan Quentin (* 1970), Schweizer Fußballspieler

#### Pseudonym
- Patrick Quentin, Pseudonym der US-amerikanischen Schriftsteller Richard Wilson Webb (1901–1970) und Hugh C. Wheeler (1912–1987)

### Quintin

#### Vorname
- Quintin Craufurd (1743–1819), britischer Kunstsammler und Schriftsteller
- Quintin Laing (* 1979), kanadischer Eishockeyspieler und -trainer
- Quintin McGarel Hogg (1907–2001), britischer Adliger, Rechtsanwalt und Politiker (Conservative Party)
- Quintín B. Paredes (1884–1973), philippinischer Politiker

#### Familienname
- Bernard Quintin (* 1971), belgischer Politiker des Mouvement Réformateur (MR)
- Éric Quintin (* 1967), französischer Handballspieler und -trainer
- J. F. Quintin (* 1969), kanadischer Eishockeyspieler
- Léna Quintin (* 1998), französische Skilangläuferin

### Quinton

#### Vorname
- Quinton Aaron (* 1984), US-amerikanischer Schauspieler
- Quinton Claunch (* 1922), US-amerikanischer Country-Musiker
- Quinton Fortune (* 1977), südafrikanischer Fußballspieler
- Quinton Hosley (* 1984), US-amerikanischer Basketballspieler
- Quinton Howden (* 1992), kanadischer Eishockeyspieler
- Quinton Hughes (* 1999), US-amerikanischer Eishockeyspieler
- Quinton Jackson (* 1978), US-amerikanischer MMA-Kämpfer
- Quinton Jacobs (* 1979), namibischer Fußballspieler
- Quinton de Kock (* 1992), südafrikanischer Cricketspieler
- Quinton Patton (* 1990), US-amerikanischer American-Football-Spieler
- Quinton Spain (* 1991), US-amerikanischer American-Football-Spieler

#### Familienname
- Anthony Quinton, Baron Quinton (1925–2010), britischer Philosoph, Rundfunkmoderator, Politiker und Life Peer
- Everett Quinton (1951–2023), US-amerikanischer Schauspieler, Regisseur, Dramatiker und Drehbuchautor
- José Ignacio Quintón (1881–1925), puerto-ricanischer Komponist und Pianist
- Pieter Quinton (* 1998), US-amerikanischer Ruderer
- Sophie Quinton (* 1976), französische Schauspielerin

## Fiktives
- Quentin, der gelbe Punkt aus Was ist was TV
- Onkel Quentin der Fünf Freunde von Enid Blyton